# Бур (Нідерланди)
Бур (нід. Boer) — село в нідерландській провінції Фрисландія. Входить до муніципалітету Вадхуке.
Його площа становить 2,11км², а населення станом на 2021 рік складало 45 осіб.
Перша згадка про населений пункт датується 1402 роком.

## Галерея

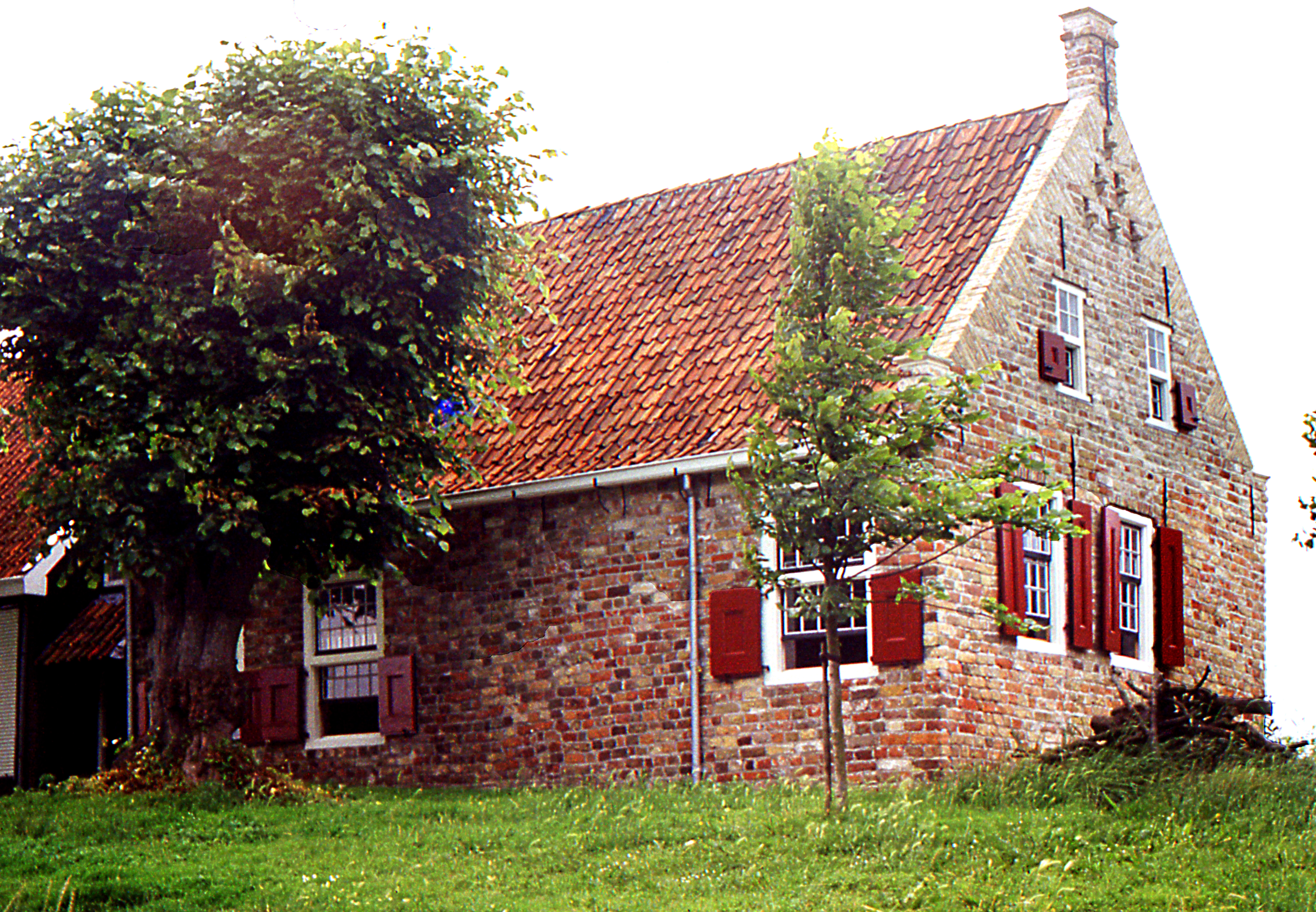
Будинок почту